# Erica wittebergensis
Erica wittebergensis är en ljungväxtart som beskrevs av Dulfer. Erica wittebergensis ingår i släktet klockljungssläktet, och familjen ljungväxter. Inga underarter finns listade i Catalogue of Life.